# 7421 Kusaka
7421 Kusaka eller 1992 HL är en asteroid i huvudbältet som upptäcktes den 30 april 1992 av de japanska astronomerna Yoshio Kushida och Osamu Muramatsu vid Yatsugatake-Kobuchizawa-observatoriet. Den är uppkallad efter amatörastronomen Hideaki Kusaka.
Asteroiden har en diameter på ungefär 6 kilometer.